# Scoposcartula lancifera
Scoposcartula lancifera är en insektsart som beskrevs av Young 1977. Scoposcartula lancifera ingår i släktet Scoposcartula och familjen dvärgstritar. Inga underarter finns listade i Catalogue of Life.